# 王建国 (海军)
王建国（？—）江苏省靖江市人，中国人民解放军海军少将。

## 生平
王建国曾任中国人民解放军海军装备部驻广州地区军事代表局局长。2010年任中国人民解放军海军装备部总工程师。2011年，升任中国人民解放军海军装备部副部长。2014年12月，中国人民解放军海军装备部部长胡毓浩少将退役，副部长王建国少将继任为部长。同时担任海军党委常委。